# Anastasia Griffith
Anastasia Griffith, född 23 mars 1978 i Paris, Frankrike, är en brittisk film- och TV-skådespelare. Hon är mest känd för sin roller i TV-serien Damages, Trauma och Copper.